# Justicia leucoxiphus
Justicia leucoxiphus är en akantusväxtart som beskrevs av Vollesen, Cheek och Ghogue. Justicia leucoxiphus ingår i släktet Justicia och familjen akantusväxter. Inga underarter finns listade i Catalogue of Life.